# Vargula mediterranea
Vargula mediterranea is een mosselkreeftjessoort uit de familie van de Cypridinidae. De wetenschappelijke naam van de soort is voor het eerst geldig gepubliceerd in 1845 door Costa.